# José María Gadea Orozco
José María Gadea Orozco (Alacant, 1854 - València, 1930) fou un polític i militar valencià, germà de Vicente Gadea Orozco, diputat a les Corts Espanyoles durant la restauració borbònica.

## Biografia
De família de mariners, ingressà al Col·legi de Guàrdies Marins Nobles de San Fernando (Cadis), però ho hagué de deixar i es llicencià en dret a la Universitat de València, on fou catedràtic de procediments judicials des de 1888. Seguidor de la Unió Catòlica d'Alejandro Pidal y Mon, fou membre del sector més dretà del Partit Conservador, amb el que fou elegit diputat pel districte de Gandia a les eleccions generals espanyoles de 1896 i pel de Sagunt a les eleccions generals espanyoles de 1899. Posteriorment fou senador per la província de València el 1914-1915, 1919-1920 i 1921-1922. Durant la Dictadura de Primo de Rivera fou degà de la Facultat de Dret de la Universitat de València.